# Vilm
Vilm [film] je německý neobydlený ostrůvek u západní části baltského pobřeží ve spolkové zemi Meklenbursko-Přední Pomořansko, v Greifswalderské zátoce nedaleko jižních břehů největšího německého ostrova Rujána. Jméno dostal ostrov podle původních lesů s jilmy.
V současnosti je délka podélného ostrova, situovaného jihozápad-severovýchod, pouhých 2,5 km a jeho výměra je necelý 1 km². Poměrně nízko nad vodní hladinu vystupující ostrov se skládá ze tři částí: severní Big Vilm, jižní Klein Vilm a spojnice Mitell Vilm.

## Vznik
Ostrov vznikl s koncem doby ledové zhruba před 10 tisíci léty, kdy na sever ustupující ledovec zanechal po sobě typickou morénu. Současný podlouhlý tvar z ní vytvořily mořské vlny, na východní část ostrova dodnes útočí a postupně z něj ukrajují a naopak na nejužší část ostrova stále nanášejí písek.

## Vývoj osídlení
Ostrov byl původně osídlen Pomořanskými Slovany, z jejichž jazyka pochází název ostrova a jejichž kmen Ránové na ostrově zřídil rozsáhlou svatyni která byla později zničena nájezdy Vikingů a Dánů. Na místě pohanského svatostánku byla později postavena široko daleko známá kaple.
Po třicetileté válce se ostrova i okolní pevniny zmocnilo Švédsko a teprve roku 1815 se ostrov stal trvalou součástí tehdejšího Pruska. Rozmanitost a divokost jeho přírody inspirovala tehdejší pomořanské romantické aristokraty natolik, že si na něm začali stavět letní sídla. Byla tam tehdy zřízena i módní umělecká kolonie ve které více než 350 malířů zachytilo v obrazech krásy ostrova. Pobýval tak i významný představitel krajinomalby německého romantismu Caspar David Friedrich který měl blízký vztah k českým Krkonoším, Českému Švýcarsku a Českému středohoří. Před koncem 19. století byl na ostrově otevřen první hotel a tím bylo umožněno i neurozeným osobám ostrov navštěvovat a poznávat. Roku 1936 byl vyhlášen chráněným územím s cílem zachovat tamní floru a faunu starobylých listnatých lesů.

## Výjimečnost krajiny
Podle vědců a ochránců přírody západní Evropy jsou za tradiční divočinu pokládány i menší plochy, kde lidé nejméně po 50 let do přírody nezasahují a území jsou ponechána samovolnému vývoji. Zdejší starobylé lesy sice nejsou původní, poslední velké kácení proběhlo okolo roku 1547 a od roku 1812 jsou nepřetržitě chráněny. Na ostrově o rozloze do 1 km² bylo zjištěno přes 400 druhů rostlin. Většina ostrova je porostlá smíšeným lesem, ve kterém je nejvíce zastoupen buk, dub a javor klen.
Rozkládající dřevní hmota je základním zdrojem pro spousty xylofágů. Na pobřeží se daří severoamerickému krabu Rhithropanopeus harrisii, který zde byl zavlečen až v druhé půli 20. století. Sídlí zde více než 20 druhů ptáků, jako např. holub doupňák, morčák velký a husice liščí. Při pravidelných tazích se na ostrově zastavují kulík písečný, vodouš rudonohý a četné druhy bahňáků. Ve stromových dutinách zde zimu tráví stovky migrujících netopýrů.

## Ochrana ostrova
Po druhé světové válce se ostrov stal místem kde se sjížděly davy turistů z celé tehdejší NDR, denně i tisíc osob. V roce 1959 byl ostrov pro veřejnost uzavřen a dovolenou tam v nově vybudovaných 11 domcích směli trávit jen prominentní vládní činitelé. Po sjednocení Německa začal ostrov spravovat Spolkový úřad na ochranu přírody který na ostrově zřídil sídlo Mezinárodní akademie ochrany přírody (INA) která tam pořádá pravidelné výchovně vzdělávací akce pro německé občany a nejrůznější konference a školení pro cizince. Zájemci o návštěvu si mohou objednat asi 3hodinovou prohlídku ostrova ve skupině do 30 lidí, v zimních měsících je na ostrov přiveze z Rujany malý ledoborec. Na určitá území rezervace však návštěvníci nemají přístup a nemohou si sebou brát žádná zvířata.
Ostrov Vilm a jeho okolní vody vytváří Přírodní rezervaci Vilm (Naturschutzgebiet Insel Vilm) která je od roku 1990 součásti Biosphärenreservat Südost-Rügen.